# رز پییر دو رونسار
رز پییر دو رونسار یا رز بهشت (به انگلیسی: 'Rosa Eden') یکی از رقم‌های رز است. رنگ آن صورتی روشن و سفید است. این رقم توسط ماری لوئیس میل‌لند ساخته شده‌است و در فرانسه توسط میل‌لند بین‌المللی اس آ معرفی شده در سال ۱۹۸۵ به عنوان بخشی از مجموعه رنسانس ® به نام پییر دو رونسار شاعر فرانسوی نامیده شد.
نوعی گل رز کلاسیک است که گل آن در داخل به رنگ صورتی و در خارج به رنگ کرم یا عاجی است، به طور متوسط قطر آن ۱۰ سانتی متر و در حدود ۶۰ - ۵۵ گلبرگ دارد. برگ آن سبز تیره و براق است. این گیاه در برابر بیماری بسیار مقاوم است.
در سال ۲۰۰۶، به رز پییر دو رونسار از طرف تالار رز مشاهیر عنوان "رز مورد علاقه جهان 'اهدا شد.